# Ladenbergia acutifolia
Espèce
Synonymes
- Buena acutifolia (Ruiz & Pav.) Wedd.[1]
- Cascarilla acutifolia (Ruiz & Pav.) Wedd.[1]
- Cinchona acutifolia Ruiz & Pav.[1]

Statut de conservation UICN

 VU D2 : Vulnérable
Ladenbergia acutifolia est une espèce de plantes de la famille des Rubiaceae.

## Publication originale
- Getreue Darstellung und Beschreibung der in der Arzneykunde Gebräuchlichen Gewächse 14(2): sub t. 15. 1846.